# Lara Weiss
Lara Vanessa Weiss (* 3. April 1980 in Berlin) ist eine deutsche Ägyptologin und Religionswissenschaftlerin. Sie ist seit 2023 Direktorin des Roemer- und Pelizaeus-Museums in Hildesheim.

## Leben
Lara Weiss studierte an der Universität Leiden (BA 2005, MPhil 2007) und an der Humboldt-Universität Berlin Ägyptologie. Ihre Promotion erfolgte 2012 an der Universität Göttingen. Im Anschluss daran war sie bis 2015 als wissenschaftliche Mitarbeiterin am Max-Weber-Kolleg der Universität Erfurt in einem Projekt zu antiken Religionen tätig. Bereits 2014 war sie als Kuratorin am Rijksmuseum van Oudheden (Nationalmuseum für Altertümer) in Leiden tätig. Sie betreute dort die ägyptische Sammlung. Mehrere Ausstellungen folgten. 2022 habilitierte sie sich an der Universität Erfurt in Alter Religionsgeschichte.
Seit dem 1. Mai 2023 ist sie Direktorin des Roemer- und Pelizaeus-Museum in Hildesheim.

## Veröffentlichungen
- Religious practice at Deir el-Medin (=Egyptologische uitgaven. Band 29). Nederlands Instituut voor het Nabije Oosten / Peeters, Leiden / Leuven 2015, ISBN 978-90-6258-229-7 / ISBN 978-90-429-3210-4 (= Dissertation; Auszug).
- (Hrsg.): The coffins of the priests of Amun. Egyptian coffins from the 21st dynasty in the collection of the National Museum of Antiquities in Leiden. Sidestone Press, Leiden 2018, ISBN 978-90-8890-494-3 (Digitalisat).
- zusammen mit Nico Staring, Huw Twiston Davies (Hrsg.): Perspectives on lived religion. Practices, transmission, landscape (= Papers on archaeology of the Leiden Museum of Antiquities / Rijksmuseum van Oudheden. Band 21) Sidestone Press, Leiden 2019, ISBN 978-90-8890-792-0 (Digitalisat).
- The Walking Dead at Saqqara. Strategies of social and religious interaction in practice (= Religionsgeschichtliche Versuche und Vorarbeiten. Band 78). De Gruyter, Berlin 2022, ISBN 978-3-11-066792-9  (= Habilitationsschrift).